# Brunei ai Giochi della XXXI Olimpiade
Il Brunei ha partecipato ai Giochi della XXXI Olimpiade, che si sono svolti a Rio de Janeiro, Brasile, dal 5 al 21 agosto 2016, con una delegazione di tre atleti impegnati in due discipline: atletica leggera e badminton. Portabandiera alla cerimonia di apertura è stato il velocista Mohamed Fakhri Ismail, alla sua prima Olimpiade.
Si è trattato della sesta partecipazione di questo paese ai Giochi estivi. Così come nelle precedenti edizioni, non sono state conquistate medaglie.

## Atletica leggera
Maschile
Eventi su pista
| Atleta                | Evento      | Preliminari | Preliminari | Batteria  | Batteria  | Semifinale      | Semifinale      | Finale          | Finale          |
| Atleta                | Evento      | Risultato   | Posizione   | Risultato | Posizione | Risultato       | Posizione       | Risultato       | Posizione       |
| --------------------- | ----------- | ----------- | ----------- | --------- | --------- | --------------- | --------------- | --------------- | --------------- |
| Mohamed Fakhri Ismail | 100 m piani | 10"92       | 8º q        | 10"95     | 68º       | non qualificato | non qualificato | non qualificato | non qualificato |

Femminile
Eventi su pista
| Atleta               | Evento      | Batteria  | Batteria  | Semifinale      | Semifinale      | Finale          | Finale          |
| Atleta               | Evento      | Risultato | Posizione | Risultato       | Posizione       | Risultato       | Posizione       |
| -------------------- | ----------- | --------- | --------- | --------------- | --------------- | --------------- | --------------- |
| Maizurah Abdul Rahim | 200 m piani | 28"02     | 72º       | non qualificata | non qualificata | non qualificata | non qualificata |

## Badminton
Maschile
| Atleta         | Evento  | Girone               | Girone                    | Girone    | Ottavi               | Quarti               | Semifinale           | Finale               | Finale          |
| Atleta         | Evento  | Avversario Punteggio | Avversario Punteggio      | Posizione | Avversario Punteggio | Avversario Punteggio | Avversario Punteggio | Avversario Punteggio | Posizione       |
| -------------- | ------- | -------------------- | ------------------------- | --------- | -------------------- | -------------------- | -------------------- | -------------------- | --------------- |
| Jaspar Yu Woon | Singolo | Hu Yun (HKG) P (0-2) | Pablo Abián (ESP) P (0-2) | 3ª        | non qualificato      | non qualificato      | non qualificato      | non qualificato      | non qualificato |